# Nuvolo
Nuvolo (nome d'arte di Giorgio Ascani; Città di Castello, 12 ottobre 1926 – Città di Castello, 10 ottobre 2008) è stato un pittore italiano.

## Biografia e opere

### Città di Castello
Giorgio Ascani nasce a Città di Castello da una famiglia di stampatori il 12 ottobre del 1926 e respira fin da bambino la storica floridezza della città nel settore dell’industria tipografica.
Il soprannome “Nuvolo” gli viene dato a 17 anni durante la Resistenza, quando militando nella brigata partigiana "San Faustino", i compagni dicevano di scorgerlo d’improvviso tra le colline, come una nuvola inattesa.
Ragazzo nell’immediato dopoguerra dimostra subito doti manuali che esprime in svariati campi dalla scenografia ai costumi teatrali, all’arredo, fino alle decorazioni e al restauro. Ben presto comincia però a focalizzarsi sul telaio serigrafico e i suoi possibili utilizzi, sia nel laboratorio di famiglia che nella locale Scuola per le Arti grafiche, dove trova docenti che incoraggiano la sua attitudine alla ricerca.

### A Roma con Alberto Burri
È a Roma, che su consiglio dell’amico e conterraneo Alberto Burri, si trasferisce a partire dal 1949. Seguendo il pittore ne diventa subito collaboratore e affianca all’attività di grafico pubblicitario una prima serie di escursioni della serigrafia nel campo delle arti visive. 
Pur con gli scarsi mezzi dell’epoca riesce infatti a introdurre la tecnica della serigrafia fotografica ed è il primo in Italia a farne un uso artistico, di natura astratta, utilizzando gelatine al bicromato prese a prestito dalla tecnica del rotocalco.
Se in tali sperimentazioni grafiche è inizialmente influenzato dalla ricerca materica dell’amico, Nuvolo troverà ben presto la sua autonomia creativa legata al mezzo di cui è innovatore.

### Il clima informale e “Arti Visive”
Svolgendo la funzione di aiuto per Burri nello studio di Via Margutta, Nuvolo entra progressivamente in contatto con una cerchia di artisti della pittura informale che caratterizzeranno il decennio; frequenta il Gruppo Origine, composto tra il 1949 e il 1950 da Corrado Cagli, Giuseppe Capogrossi, Mario Ballocco, Ettore Colla e lo stesso Burri, condividendo con essi un interesse per i nuovi materiali prestati alla pittura e un progressivo affrancamento dall’utilizzo del pennello. 
Intanto il miglioramento qualitativo dei telai serigrafici raggiunti alla metà degli anni Cinquanta lo portano al raggiungimento di nuovi risultati di stampa e di sperimentazione grafica: nel 1954 la rivista programmatica del Gruppo Origine, “Arti Visive” (attiva fino al 1958 e diretta a fasi alterne da Ettore Colla, dal poeta e biblista Emilio Villa assieme al fratello Ascanio "Riri" Ascani) ospita le prime sue opere ufficiali nelle copertine e nelle immagini interne.

### Emilio Villa e la nascita delle serotipie
Le opere serigrafiche che compaiono sul secondo numero di "Arti Visive" vengono battezzate da Emilio Villa “serotipie”, ovvero opere pittoriche realizzate con il telaio serigrafico ma in esemplari unici. Una produzione che si presterà alla stampa di libri d’artista di produzione molto limitata e quasi clandestina (“esoedizioni”) in cui il poeta accompagna con propri scritti opere di Nuvolo, individuando in esse i valori nuovi di un’arte di tipo archetipico che contenesse una sorta di sacralità originaria non contaminata da moda e mercato.
Le serotipie di Nuvolo diventano così un simbolo di arte nuovissima in cui le colature e le sbavature del colore, vicine al dripping coevo di Pollock, ridefiniscono il ruolo dell’accidentalità, “simulacro fortuito” liberatorio per l’arte, in una dialettica tra ordine e casualità che il pittore stesso cerca di sondare attraverso interessi nel campo della fisica, dell’astronomia e della matematica. 
Il battesimo critico di Emilio Villa proietta il nome di Nuvolo in primo piano tra gli autori contemporanei e dona al contempo definitivo statuto artistico al mezzo serigrafico, nel passaggio da mero moltiplicatore di immagini a strumento per esemplari unici.

### Il telaio serigrafico tra pittura e collage
Nel 1956 Nuvolo sposa Liana Baracchi con la quale organizza il proprio atelier grafico che per cinquant’anni sarà gestito dai due coniugi, prima a Roma poi, a partire dagli anni Ottanta, nella natale Città di Castello. 
La serigrafia diventa il punto di partenza per uno studio approfondito e rinnovato di volta in volta con vari mezzi di indagine e realizzazione tecnica che investiranno i campi della videoarte, della grafica digitale, della tessitura, fino ai più vari approdi della lavorazione serigrafica applicata alla grafica. A partire dalle serie degli “Scacchi” e dei “Bianchi”, come esperienze combinatorie figlie delle prime serotipie, la cui fase è così riassunta da Bruno Corà: “La lezione di Mondrian e di Burri ha trovato in Nuvolo un interprete dei principi così dotato da saper ritagliare, tra il rigore cartesiano dell’olandese e la drammaticità epica e solenne dell’umbro, un’ulteriore zona di sensibilità poetica e desonorizzata, ma più fortemente lirica”.
È l’inizio di un’attività intensa che il pittore vive come esperienza personale ed esterna dai circuiti del mercato, quasi come un alchimista, per cui ogni interesse è collegato alla ricerca di espressione interiore e ad una sfida di conoscenza e controllo nel campo di applicazione artistica.

### La cucitura a macchina
Accanto alla produzione da telaio serigrafico Nuvolo individua in una semplice cucitrice Vigorelli a pedale, in dote dalla moglie, lo strumento di una nuova fase di costruzione spaziale e cromatica. Apponendo un motorino elettrico ad essa lavora tessuti e stoffe di varie colorazioni arrivando a soluzioni geometriche che, come ricorda Gillo Dorfles, fondono in un unico atto le precedenti e variegate esperienze del patchwork e del ready-made. Appartengono a questa fase le “Tensioni” delle pelli, le righe ondulatorie cucite su tela e carta dei “Diagrammi” e i “Daini” dei primissimi anni Sessanta, pelli colorate di daino, cucite, ma anche vecchi indumenti trovati al mercato di Porta Portese, smontati e riadattati ad una nuova forma spaziale data dal nuovo materiale.

### Nuove frontiere della pittura serigrafica
Le coniugazioni formali “Oigroig” nel decennio 1967/1977 col titolo anagrammato del nome di battesimo di Nuvolo, "Giorgio" al contrario, sono ottenute con colori alla nitro come macchie simmetriche su carta trasparente che si evolvono secondo principi della meccanica dei fluidi. Il pittore li realizza lavorando sulla sola metà del foglio ottenendo così sull’altro la figura rovesciata corrispondente ed evocando figure psichedeliche, “(..) altri spazi, altri ‘dove’ li collocano in una dimensione di tempo primigenio e simultaneamente avveniristico, tra l’archetipico e l‘androide, ultima dinastia di golem prodotti dall’arte”.
I “Modulari” del triennio 1969/1971 determinano invece una nuova e dinamica progressione cromatica, in specularità simmetriche reiterate di immagini fotografiche ingrandite e fatte passare attraverso vari passaggi serigrafici e diverse intensità di colore che ne esaltano le moltiplicazioni.

### La produzione digitale
I "Modulari" dei primi anni Settanta fanno da apripista ad una concezione formale sempre più devota alla vettorialità e alle leggi matematiche che a metà anni Ottanta trovano il determinante appoggio dell’informatica e delle applicazioni digitali, a cui collaborano spesso come stimolatori i due figli Giorgio e Paolo, rispettivamente fotografo e informatico. 
Negli “Alfa 39” (1987/89) Nuvolo compie così un abbandono del mezzo pittorico a favore del codice a barre usato per l’identificazione e la circolazione delle merci. L`artista in un collage adesivo dà al codice altri contenuti determinando una disorientante grammatica della visione che dedica all’amico Emilio Villa in omaggio alla sua prismatica personalità.
Questa pista porta presto a composizioni di più alto e meditato pensiero scientifico che vedono una vicinanza alla teoria dei frattali nella serie “Aftermandelbrot” del 1989/1992, in aperto riferimento alle concezioni del matematico Benoît Mandelbrot, con produzione di figure caleidoscopiche figlie degli "Oigroig" ma ora sottoposte allo scandaglio infallibile del computer. 
Le immagini vengono costruite attraverso lo sviluppo matematico di funzioni numeriche associate anche ad un certo numero di deviazioni dalla formula stessa (o errori guidati). Questi dati (o punti di colore) posti come ipotesi di partenza su di un piano immaginario di calcolo scientifico, vengono poi proiettati sul piano reale del monitor creando una proliferazione di immagini con colori corrispondenti a valori numerici, aldilà della geometria dei frattali, come indica il nome della serie.
La costellazione delle opere di Nuvolo si evolve nella mediazione tra informatica e manualità nei “Circuiti”, nei “Dittici e Trittici”, “Enantioformi”, “Omogeni”, fino agli ultimi cicli delle “Turbolenze” (1998) e dei “Legni Collage” (2002). Nella produzione del ciclo “Genesi”, dal 1990 trova applicazione l'elemento video artistico e sonoro, nell’interazione con sinfonie di Johan Sebastian Bach su base logico matematica.

## Principali mostre e collaborazioni
La prima mostra personale di Nuvolo è presentata da Emilio Villa alla galleria romana Le Carrozze nel 1955. Corrado Cagli cura la seconda personale a Firenze nello stesso anno e il seguente è nella collettiva alla galleria di San Marco con Burri, Capogrossi, Cagli, Turcato, Mannucci, Accardi, Perilli e Dorazio, in rappresentativa del panorama artistico del periodo. Continua quindi ad esporre nelle gallerie romane e negli Stati Uniti, grazie all’interessamento di Peggy Guggenheim, che acquista alla galleria Tartaruga alcuni pezzi per destinarli alle collezioni di Boston e alle proprie a New York e Venezia.
La partecipazione ad importanti rassegne come Quadriennale romana e il Premio Lissone, porta in contatto Nuvolo con Lucio Fontana e l’ambiente milanese, mentre la collaborazione con Ettore Colla si sviluppa fino alla morte dello scultore. 
Dalla metà degli anni Sessanta intesse un approfondito lavoro con Corrado Cagli di cui riproduce i lavori grafici proseguendo al contempo una ricca serie di collaborazioni che trova il suo apice negli anni Ottanta con numerosi altri artisti, tra i quali Renato Guttuso, Jannis Kounellis, Michelangelo Pistoletto e Alberto Burri, con il quale torna a lavorare dopo molti anni per la svolta cromatica del ciclo “Sestante”.
Nel 1993 a Perugia e Città di Castello viene organizzata una grande retrospettiva che celebra gli oltre quarant'anni di attività artistica dalle prime Serotipie ai video, dalle pitture all'attività dell'atelier serigrafico. 
A Siena nel 1998 ha luogo una particolare mostra, intitolata Nuvolo Underground 98 nel parcheggio coperto "Il Campo" (nei pressi di Porta Tufi) su 100 televisori appesi al soffitto con le immagini in movimento delle opere dell'artista.
Nel 2002 riprende la pubblicazione delle esoedizioni, realizzate ed esposte con l’aiuto dell’assistente Marco Baldicchi, in parte con l'ausilio della settecentesca Tipografia Grifani Donati della città. Nell'inverno del 2005 la Pinacoteca di Città di Castello ospita la retrospettiva Nuvolo. Lo spazio pittorico tra ordine e caos a cura di Bruno Corà, attraverso la quale viene tracciato un aggiornato studio dell’opera del pittore. 
Nuvolo and Post War Materiality 1950 - 1965 organizzata da ottobre 2017 a gennaio 2018 presso Di Donna Galleries di New York sotto la cura di Germano Celant e dell'Archivio dell'artista ha offerto una panoramica sulla produzione dei cuciti di Nuvolo, contestualizzandola a fianco ai maggiori autori dell'arte materica del secondo Novecento.

## L’insegnamento
Dopo alcuni anni di impegno didattico presso Istituti d'Arte di Vasto, Foggia e Roma, Nuvolo vince nel 1977 la cattedra di Pittura dell’Accademia di Belle Arti di Perugia dove ricopre dal 1979 al 1984 anche il ruolo di direttore. 
L’incarico e la direzione dell’Accademia perugina segna il passaggio ad una didattica nuova e di ampio respiro all’interno della quale vengono invitati molti artisti tra cui Giulio Paolini, Luciano Fabro, Michelangelo Pistoletto, Enrico Castellani, Mario e Marisa Merz, Sol LeWitt, Carla Accardi.

## Archivio Nuvolo
Alla sua scomparsa, avvenuta il 10 ottobre 2008, Nuvolo era già entrato nella storia dell’arte contemporanea e le sue opere sono oggi presenti in alcuni dei maggiori poli museali di Italia, USA, Francia, Israele e in numerose collezioni private. 
Nell’estate 2015 l’associazione Archivio Nuvolo, costituita dai figli e presieduta dalla consorte dell’artista Liana Baracchi, concede alla Pinacoteca di Città di Castello un lascito di opere che oggi si affiancano allo storico patrimonio artistico della città.